# Ingrid Sternhoff
Ingrid Sternhoff, född den 25 februari 1977, är en norsk fotbollsspelare. Vid fotbollsturneringen under OS 1996 i Atlanta deltog hon i det norska lag som tog brons.